# Novantinoe spinosa
Novantinoe spinosa är en skalbaggsart som först beskrevs av Bates 1885. Novantinoe spinosa ingår i släktet Novantinoe och familjen långhorningar.
Artens utbredningsområde är:
- Costa Rica.
- Panama.

Inga underarter finns listade i Catalogue of Life.